# Aneta Snopová
Aneta Snopová (* 6. prosince 1973 Karlovy Vary) je česká novinářka a reportérka, od roku 2023 moderátorka pořadu Reportéři ČT.

## Život
Absolvovala Gymnázium Karlovy Vary (maturovala v roce 1992) a později v letech 2010 až 2013 vystudovala obor sociální a mediální komunikace na Univerzitě Jana Amose Komenského Praha. Od roku 2019 studuje obor mediální studia na Fakultě sociálních věd Univerzity Karlovy v Praze.[zdroj?]
V letech 1993 až 2000 pracovala jako reportérka na TV Nova, v letech 2008 až 2011 pak jako moderátorka televizní stanice Z1. Od roku 2011 působí v České televizi, konkrétně v investigativním pořadu Reportéři ČT, kde se moderátorsky střídala s Markem Wollnerem. Ten od 9. ledna 2023 do 11. září 2023 moderovala sama. Od 18. září 2023 se střídá na postu moderátora s Hanušem Hanslíkem.[zdroj?]